# The Who Was? Show
The Who Was? Show (Brasil: Quem foi? - A Série / Portugal: Quem foi?) é uma série de comédia esquete e história da Netflix, no qual o personagem de Andrew Daly, Ron, interage com um grupo de adolescentes; intercaladas com vinhetas históricas e narradas por H. Jon Benjamin. A série é baseado na série de livros Who Was...?, publicada desde 2003, e estreada em 11 de maio de 2018.

## Episódios
| No. | Title                                     | Directed by | Written by | Original release date     |
| --- | ----------------------------------------- | ----------- | ---------- | ------------------------- |
| 1   | "Gandhi & Benjamin Franklin"              | TBA         | TBA        | May 11, 2018 (2018-05-11) |
| 2   | "Albert Einstein & Joan of Arc"           | TBA         | TBA        | May 11, 2018 (2018-05-11) |
| 3   | "William Shakespeare & King Tut"          | TBA         | TBA        | May 11, 2018 (2018-05-11) |
| 4   | "Isaac Newton & Amelia Earhart"           | TBA         | TBA        | May 11, 2018 (2018-05-11) |
| 5   | "Marie Antoinette & Louis Armstrong"      | TBA         | TBA        | May 11, 2018 (2018-05-11) |
| 6   | "Sacagawea & Blackbeard"                  | TBA         | TBA        | May 11, 2018 (2018-05-11) |
| 7   | "Susan B. Anthony & Frida Kahlo"          | TBA         | TBA        | May 11, 2018 (2018-05-11) |
| 8   | "Marie Curie & Harry Houdini"             | TBA         | TBA        | May 11, 2018 (2018-05-11) |
| 9   | "George Washington & Marco Polo"          | TBA         | TBA        | May 11, 2018 (2018-05-11) |
| 10  | "Genghis Khan & George Washington Carver" | TBA         | TBA        | May 11, 2018 (2018-05-11) |
| 11  | "Pablo Picasso & The Wright Brothers"     | TBA         | TBA        | May 11, 2018 (2018-05-11) |
| 12  | "Galileo & Queen Elizabeth"               | TBA         | TBA        | May 11, 2018 (2018-05-11) |
| 13  | " Selena Gomez & Bruce Lee"               | TBA         | TBA        | May 11, 2018 (2018-05-11) |